# Baquba
Baquba (àrab: بعقوبة, Baʿqūba) és una ciutat de l'Iraq capital de la província de Diyala i d'un districte amb el seu mateix nom dins d'aquesta província; està situada a uns 60 km al nord-est de Bagdad a la vora del riu Diyala. Té una població (2003) de 467.900 habitants (vers 1950 només 8000 habitants). El seu nom deriva de l'arameu Baya Quba (‘Casa de Jacob’).

## Història
Ja existia al temps de la conquesta musulmana i era capital del districte de l'Alt Nahrawan. Fou pròspera sota els abbàssides i els seus palmerars eren cèlebres. Cap fet relatiu a la ciutat és important a la història i el seu paper destacat és recent, iniciat després de l'ocupació americana d'Iraq. Baquba va esdevenir un centre de la resistència nacional i de les combatents islamistes organitzats en el moviment At-Tawhid Wal-Jihad dirigit pel jordà Abu Mussab al Zarqaui. Zarqawi va morir en un atac aeri el 8 de juny de 2006. Després es van fer diverses operacions per bestreure el control de la província a la resistència. Degut a les lluites la ciutat es va despoblar.